# Thure Ahlqvist
Thure Ahlqvist est un boxeur suédois né le 20 avril 1907 et mort le 20 mars 1983 à Borås.

## Carrière
Il remporte la médaille d'argent aux Jeux de Los Angeles en 1932 dans la catégorie poids légers. Après avoir battu Gaston Mayor puis Nathan Bor, Ahlqvist s'incline en finale contre le sud-africain Lawrence Stevens. 

## Palmarès

### Jeux olympiques
- Jeux olympiques de 1932 à Los Angeles[1] (poids légers)